# Trịnh Châu
Trịnh Châu (giản thể: 郑州; phồn thể: 鄭州; bính âm: Zhèngzhōu), trước đây gọi là Dự Châu hay Trung Châu, là một địa cấp thị và là tỉnh lỵ tỉnh Hà Nam, Trung Quốc. Địa cấp thị này tọa lạc ngay phía bắc của miền trung tỉnh Hà Nam và phía nam sông Hoàng Hà. Thành phố này giáp giới với Lạc Dương về phía tây, Tiêu Tác về phía tây bắc, Tân Hương về phía đông bắc, Khai Phong về phía đông, Hứa Xương về phía đông nam và Bình Đỉnh Sơn về phía tây nam.

## Các đơn vị hành chính

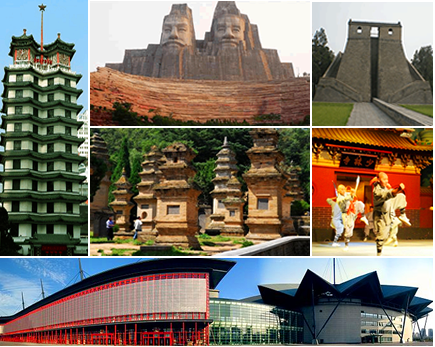
Trịnh Châu

Địa cấp thị (thành phố trực thuộc tỉnh) Trịnh Châu bao gồm 12 đơn vị cấp huyện, trong đó có 6 quận (khu) và 5 thành phố cấp huyện và 1 huyện.
- Trung Nguyên khu (中原区)
- Nhị Thất khu (二七区)
- Kim Thủy khu (金水区)
- Quản Thành Hồi tộc khu (管城回族区)
- Huệ Tế khu (惠济区)
- Thượng Nhai khu (上街区)
- Huỳnh Dương thị (荥阳市)
- Củng Nghĩa thị (巩义市)
- Đăng Phong thị (登封市)
- Tân Mật thị (新密市)
- Tân Trịnh thị (新郑市)
- Trung Mâu huyện (中牟县)

## Thành phố kết nghĩa
- Saitama, Nhật Bản (1981)
- Richmond, Hoa Kỳ (1994)
- Cluj-Napoca, România (1995)
- Jinju, Hàn Quốc (2000)
- Mariental, Namibia (2001)
- Irbid, Jordan (2002)
- Samara, Nga (2002)
- Joinville, Brasil (2003)
- Schwerin, Đức (2006)
- Shumen, Bulgaria (2007)
- Napoli, Ý (2007)
- Mogilev, Belarus (2007)